# Baptisia
Baptisia é um género botânico pertencente à família Fabaceae.